# Веселёво (Московская область)
Веселёво — деревня в Наро-Фоминском районе Московской области; административный центр сельского поселения Веселёвское. В 1994—2006 годах — центр Веселёвского сельского округа.

## Население
| 2002 | 2006  | 2010  |
| ---- | ----- | ----- |
| 1115 | ↗1238 | ↘1166 |

## Транспорт
По территории деревни проходит автодорога «Верея — Медынь», по ней следуют маршруты автобусов Мострансавто: 40 (Верея — Воскресенки), 42 (Верея — Вышегород), 44 (Верея — Васькино). Ближайшие железнодорожные станции: Дорохово (Смоленское направление МЖД, автобус № 32 от Вереи), Нара (Киевское направление МЖД, автобус № 23 от Вереи).